# روبرت اومان
ییسرائل اومان (در عبری: ישראל אומן) (متولد ۸ ژوئن ۱۹۳۰) ریاضی‌دان و اقتصاددان اسرائیلی و عضو انجمن علوم ایالات متحده آمریکا است. وی یکی از استادان دانشگاه عبری اورشلیم است. روبرت اومان جایزه نوبل اقتصاد در سال ۲۰۰۵ میلادی را «برای بالابردن سطح دانش بشریت در علم کشمکش و همکاری در تحلیل تئوری بازی» دریافت کرد.